# Teleprograma
Teleprograma es una revista española dedicada a la información del mundo de la televisión, también conocida como TP. De publicación semanal se lanzó el 9 de abril de 1966, al precio de 5 pesetas y con 66 páginas en blanco y negro, y se sigue publicando actualmente (Julio de 2025). Organizó los primeros premios de televisión, Los Premios TP. En los años 90, llegó a ser la revista más vendida de España.

## Historia
Su primera portada fue la serie norteamericana de TVE, El fugitivo, y una tirada de 30.000 ejemplares. Era la versión española del TVGuide, de Estados Unidos, con entrevistas, reportajes, la parrilla de las dos cadenas de entonces, TVE y UHF,  que pasó a ser conocida popularmente por su abreviatura, TP. 
Domingo Paniagua Claumarchirant y Francisco Yagüe fueron sus primeros directores. 
En 1985 llegó a su número 1.000 y en 1988 se convirtió en una revista a todo color, tras una etapa con varias páginas en color. 
Con los años, se convirtió en la revista más vendida de España con un promedio de difusión en 1990 de 1.189.529 ejemplares. Y en los 90, tras la llegada de las privadas TP alcanzó casi 1,4 millones de ejemplares, con lo que en 1991 entró en el Libro Guinness de los Récords como la revista más vendida de Europa. Era el número 1.298, con una joven Aitana Sánchez Gijón en la portada, por la serie La huella del crimen. 
En 1990 la empresa editora, Gráficas Espejo, fue adquirida por el grupo empresarial francés Hachette. En 2011 el grupo norteamericano Hearst adquiere las publicaciones de Hachette, entre ellas Teleprograma.  
En abril de 2016 se lanzó un número especial coincidiendo con su 50 aniversario, en el que colaboraron profesionales de la televisión, María Teresa Campos, Matías Prats, en portada, Iñaki Gabilondo, Ana Rosa Quintana, Pedro Piqueras, Xavier Sardá, José María Iñigo, Julia Otero, Wyoming, Victoria Prego, Emilio Aragón, Mercedes Milá... Incluyó una felicitación de los Reyes de España. Letizia Ortiz recogió un TP de Oro en nombre de TVE durante su etapa de periodista en la cadena pública.  
Organizó de 1972 a 2012 los premios TP de Oro, los primeros galardones al mundo de televisión en España, que se otorgaban por votación de sus lectores. Su gala de entrega se emitió por televisión desde 1991 a 2009, llegando a ser líderes en prime time.  Más tarde aparecieron categorías de televisión en los Premios Fotogramas de Plata, surgirían los Premios Iris de la Academia de la Televisión o los Premios Feroz. Los Premios TP se siguieron celebrando hasta su desaparición en 2013 por razones económicas. 
En julio de 2021 la editorial Hearst España anunció su cierre en papel, junto al de sus otras revistas de televisión, Supertele (lanzada el 21/3/1992) y Telenovela para el 24 de septiembre de ese año. Sin embargo, continuaron su venta en kiosco licenciadas por Grafic Projects 2010, al menos hasta la actualidad. La última etapa en Hearst estuvo dirigida por Purificación Blanco (1998-2021).  La versión on line se integró en la página web de la revista Diez Minutos.   
En abril de 2022 el grupo Hearst España donó a la Academia de Televisión y de las Ciencias y las Artes del Audiovisual el archivo documental de TP y Supertele. 

### Directores
- Domingo Paniagua (1966-1967). [15]
- Francisco Yagüe (1967-1988). [16]
- Juan Caño (1988-1992). [17]
- Oscar Weinberg (1992-1993)
- Maribel Escalona (1993-1994)
- Cristina Acebal (1994-2001).[18]
- Luis Aguacil (2001)
- Agustín de Tena (2001-2007). [19]
- Purificación Blanco (2007-septiembre 2021). [10]
- José Iserte (septiembre 2021-....)

## Números especiales
Coincidiendo con la gala anual de los Premios TP, la portada y los reportajes de ese número eran sobre los ganadores y lo mejor que había ocurrido en la gran fiesta de la televisión. 
Otro clásico, era la portada de Papa Noel semanas previas a la Navidad, que incluía un concurso para los lectores, y el ganador se llevaba una cesta. Un televisivo exitoso se disfrazaba del personaje navideño y se daban pistas de su carrera en el interior para que el lector lo adivinara, y enviara su respuesta por carta para el concurso. En dos números posteriores de la revista, se daba el nombre del ganador y el famoso aparecía en un reportaje, con una entrevista y quitándose el disfraz, paso a paso. 
María Teresa Campos y Matías Prats fueron la portada del número especial por el 50 aniversario, en abril de 2016. Con la colaboración de los profesionales de la televisión, veteranos y también los rabiosamente jóvenes, y una felicitación de los Felipe VI y la Reina Letizia. 

## Secciones actuales de la revista
- Audiencias: Listado con los programas más vistos de la semana. Destacando los programas que suben y bajan, los momentazos y el minuto de oro.
- Cine: Estrenos de la semana en la cartelera cinematográfica. (Desde 1995).
- Cocina: Recetas paso a paso. (Desde 1993).
- Escapada.
- Horóscopo.
- Noticias: Actualidad del mundo de la televisión y de sus personajes.
- Ocio: Agenda e ideas para disfrutar del tiempo libre.
- Relato: Una historia breve de ficción. (Desde 1994).
- Sonrisas: Varios chistes que incluyen cada semana uno contado por un famoso televisivo. (Desde 1994).
- Trucos: Pequeñas ideas para hacer la vida más sencilla en casa. (Desde 1994).
- Vida sana: Reportaje sobre salud.

## Anteriores secciones de la revista
- Hace 25 años: Entre 1993 y 2016 cada semana se recordaba la portada de un cuarto de siglo antes.
- Recomendamos esta semana: Antes de las páginas de programación, un resumen día a día de lo más destacable que emitía TVE.
- Fotonovela: En los años 70 y 80 se publicaba una fotonovela por entregas.
- Yo fui TP de Oro: